# Grewia suarezensis
Grewia suarezensis är en malvaväxtart som beskrevs av René Paul Raymond Capuron. Grewia suarezensis ingår i släktet Grewia och familjen malvaväxter. Inga underarter finns listade i Catalogue of Life.